# Adena Friedman

Adena T. Friedman (sinh năm 1969) là một doanh nhân người Mỹ. Bà hiện là chủ tịch kiêm giám đốc điều hành của Nasdaq. Bà từng là giám đốc điều hành và giám đốc tài chính của tập đoàn The Carlyle Group. Vào tháng 5 năm 2014, Friedman trở lại NASDAQ OMX với tư cách là chủ tịch của các giải pháp công nghệ thông tin và doanh nghiệp toàn cầu. Vào tháng 11 năm 2016, bà được bổ nhiệm làm Giám đốc điều hành của NASDAQ.

## Tiểu sử
Sinh ra tại Adena Robinson Testa và lớn lên ở Baltimore, bà là con gái của Michael D. Testa, giám đốc quản lý tại T. Rowe Price, và Adena W. Testa, một luật sư trong công ty luật của Stewart, Plant & Blumenthal. Bà theo học trường Quốc gia Roland Park. Bà tốt nghiệp cử nhân khoa học chính trị tại Williams College và bằng MBA của trường Owen Graduate School of Management.
Tính đến năm 2017, bà được liệt kê ở vị trí thứ 31 trong danh sách những người phụ nữ quyền lực nhất thế giới  bởi Forbes. Friedman trở thành CEO vào ngày 1 tháng 1 năm 2017 của Nasdaq. Điều này đưa bà trở thành người phụ nữ đầu tiên dẫn đầu một công ty trao đổi toàn cầu. 

## Đời tư
Vào năm 1993, bà kết hôn với Michael Cameron Friedman trong buổi lễ tại Giáo hội trưởng nhiệm ở Hanover, New Hampshire.